# Amphiodia urtica
Amphiodia urtica là tên của một loài sao biển thuộc họ Amphiuridae. Người ta phát hiện ra chúng ở vùng biển Thái Bình Dương ở Bắc Mỹ tại độ sâu khoảng 370 mét.

## Mô tả
Vùng giữa của nó thì có bán kính 0,9 cm và có 5 cánh thon như búp măng. Chiều dài mỗi cánh gấp đường kính phần giữa từ 12 đến 21 lần. Màu của nó thì từ màu nâu hơi xám đếu màu nâu hơi đỏ.

## Phân bố và môi trường sống
Chúng là loài bản địa của miền tây Bắc Mỹ, phạm vi sinh sống của nó là từ Alaska đến Mexico. Mặc dù nó có thể sống ở vùng thủy triều lên xuống nhưng mà người ta thấy nó thường ở vùng xa hơn một chút với độ sâu 370 mét. Đáy biển mà nó sống thì có thể có bùn, khi đó, nó sẽ lẩn xuống dưới đó, vươn các cánh của nó lên để kiếm ăn. Và chúng có thể xuất hiện số lượng lớn ở thềm lục địa.

## Sinh thái học
Loài sao biển này là thức ăn của các loài cá bơn và cũng như là sao biển cát. Cánh của nó là bộ phận dễ tổn thương nhất nên nó sẽ có thể mọc lại, cũng như là bề mặt lưng, nếu bị mất phần nào thì phần đó có thể tái tạo lại. Giới tính của chúng thì chia ra rõ ràng và tuổi thọ bình thường của mỗi cá thể là 5 năm. Loài sâu biển Malmgreniella lunulata thi thoảng cũng sống trên cánh của nó và các loài thuộc bộ Chân kiếm cũng sinh sống bên trong dạ dày của loài sao biển này.